# Yu-Gi-Oh! 5D's
Yu-Gi-Oh! 5D's (遊☆戯☆王5D's (ファイブディーズ), Yūgiō Faibu Dīzu) is een animeserie gebaseerd op de manga Yu-Gi-Oh!. De serie werd tussen 2 april 2008 en 30 maart 2011 uitgezonden in Japan, als 154 en 1 special.
Net als Yu-Gi-Oh! GX is 5D’s een spin-offserie met andere personages dan de originele twee series. In de serie duelleren spelers met behulp van een speciale motorfiets genaamd "D-Wheel", en vinden duels plaats in stadionspellen genaamd "Riding Duels".
5 D’s staat voor 5 Dragons.

## Verhaal
De serie speelt zich tientallen jaren na Yu-Gi-Oh! GX af. Het spel Duel Monsters geniet nog altijd populariteit, maar is wel veranderd door de jaren heen. Duellisten vechten nu vaak in zogenaamde "Turbo Duels". Deze vinden plaats in grote arena’s op speciale motorfietsen. De locatie van de serie is nog altijd Dominostad, maar deze is sterk aangepast. De rijke mensen, waaronder Rex Goodwin, wonen nu in het centrum dat bekendstaat als "Nieuw Dominostad", terwijl de armere mensen in de buitenwijken wonen die gezamenlijk bekendstaan als "Satelliet".
De serie draait om een duellist uit de Satelliet, Yusei Fudo. Hij bouwd zijn eigen Duel Runner, maar wordt verraden door zijn vriend Jack Atlas, die zijn runner en zijn zeldzaamste kaart, de Stardust Dragon, steelt. Twee jaar later bouwt Yusei een nieuwe Duel Runner en gaat eropuit om zijn kaart terug te winnen. Jack is in middels de koning van de Turbo Duels.
Al snel komen zowel Jack als Yusei in contact met Rex Goodwin, die hen een geheim verteld. Het blijkt dat duizenden jaren terug de "People of the Stars" (星の民, Hoshi no Tami), een pre-Incan beschaving, werd aangevallen door kwaadaardige monsters. Ze riepen daarom een beest genaamd de "Crimson Dragon" op om hen te beschermen. Deze sloot de monsters op onder de grond, en vormde zo de beroemde Nazcalijnen. Volgens Goodwin zijn er vijf afstammelingen van dit volk nog in leven in het heden, en kunnen zij samen de Crimson Dragon weer oproepen mocht dat nodig zijn. Zij staan bekend als de Signers. Yusei en Jack zijn twee van deze afstammelingen. Elke afstammeling bezit een speciale duelmonster kaart met daarop een draak.
Goodwin organiseert een dueltoernooi om alle vijf de afstammelingen en hun draakkaarten te vinden. Yusei wint het duel, maar komt dan in aanraking met een nieuwe vijand: de Dark Signers. Alleen de vijf Signers kunnen hen stoppen.

## Personages
- Yusei Fudo (不動遊星, Fudō Yūsei): de hoofdpersoon uit de serie. Hij gebruikt een speed/junk deck dat zich focust op synchromonsters. Hij wordt door zijn vrienden gerespecteerd en bewonderd. Hij heeft zijn eigen D-Wheel gebouwd.
- Jack Atlas (ジャック・アトラス, Jakku Atorasu): Jack is Yusei's rivaal en voormalige vriend. Bekend als de “absolute koning van de Riding Duel”. Hij was de enige inwoner van de satelliet die toestemming had om naar Neo-Dominostad te gaan.
- Akiza Izinski (十六夜 アキ, Izayoi Aki): een meid die beschikt over de "Super Ability", een kracht die alleen gebruikt kan worden door woede en verdriet.
- Leo (龍亞, Rua): de drukke maar klungelige tweelingbroer van Ruka.
- Luna (龍可, Ruka): de kalme tweelingzus van Rua. Ze kan met de Duel Monster geesten praten.
- Rex Goodwin (レクス・ゴドウィン, Rekusu Godowin): Godwin is het hoofd van de openbare orde in Neo Domino City. Hij heeft de stad veranderd in een hiërarchische gemeenschap. In seizoen 2 verandert hij in een Dark signer.
- Officer Trudge (牛尾 哲, Ushio Tetsu): een beveiligingsmedewerker die de inwoners van de satelliet in de gaten houdt. Hij heeft een gewelddadig karakter en is een goede duellist. Ushio kwam ook even kort voor in de eerste animatieserie, waarin hij het eerste slachtoffer van Yugi’s schaduwspellen is.
- Nerve (ナーヴ, Nābu): Yusei's vriend en een inwoner van de satelliet. Heeft een sterk gevoel voor rechtvaardigheid.
- Blitz (ブリッツ, Burittsu): Yusei's vriend en een inwoner van de satelliet. Maakt zich snel zorgen om iets.
- Crow: Een vriend van Yusei en Jack die in het tweede seizoen wordt geïntroduceerd. Hij speelt een Blackwing-deck. Hij zal op het einde van seizoen 2 de vijfde Signer worden.

### Achtergrond
De serie introduceert een nieuwe vorm van monsters oproepen tijdens een duelmonsterstoernooi: via "Tuner Monsters" en "Synchro Monsters".
Een "Synchro Summon" kan worden opgeroepen met een Tuner Monster. Dit monster moet worden versterkt met normale monsters op het veld. De speler mag dan dit monster opofferen om een synchro monster met een level gelijk aan het totale level van de monsters die zijn gebruikt om het tuner monster te versterken oproepen. Deze synchromonsters verkrijgen ook de effecten van de monsters die voor hen werden opofferd.

### D-Wheel
In de serie wordt geduelleerd middels zogenaamde D-Wheel’s, motorfietsen aangepast met een hologramprojector en kaarthouder. Het hele duel uitgevoerd met deze D-Wheels maakt gebruik van een speelveld genaamd "Speed World". Alleen magische kaarten die op dit veld zijn afgestemd werken in het duel.

### Dark signers
In seizoen 2 worden de Dark signers geïntroduceerd. Deze Dark signers zijn een soort negatieve signers die net zoals de gewone signers ook een speciaal soort monster hebben: de Earthbound Immortals. Ook kunnen de Dark signers Dark synchro summons doen. Een aantal voorbeelden van Dark Synchro monsters zijn de "Hundred-Eyes dragon" en "Moon Dragon Quilla". Zoals de signers aangewezen zijn door het licht om de wereld te beschermen zijn de Dark signers aangewezen om de wereld in duisternis te hullen. Dit doen ze door de poort naar de "Netherworld" te open en daarmee de koning van deze wereld vrij te laten. Wanneer een Dark signer werd verslagen ging hij zelf naar de "Netherworld". Aan het einde van het tweede seizoen zijn alle Dark signers weer normaal en terug in de echte wereld.

### De signers en hun Dragons
| Naam signer   | Naam dragon          |
| ------------- | -------------------- |
| Yusei Fudo    | Stardust dragon      |
| Akiza Izinski | Blackrose Dragon     |
| Jack Atlas    | Red Dragon Archfiend |
| Luna          | Ancient Fairy Dragon |
| Crow Hogan    | Blackfeather Dragon  |
| Leo           | Life Stream Dragon   |

### Stemmen
| Personage                  | Seiyū              | Engelse stemacteur |
| -------------------------- | ------------------ | ------------------ |
| Yusei Fudo                 | Yuya Miyashita     | Frank Frankson     |
| Jack Atlas (Jack Atlus)    | Takanori Hoshino   | Ted Lewis          |
| Luna (Ruka)                | Yuka Terasaki      | Kether Donahue     |
| Leo (Rua)                  | Ai Horanai         | Amanda Brown       |
| Akiza Izinski (Aki Izayoi) | Ayumi Kinoshita    | Bella Hudson       |
| Rex Goodwin (Rex Godwin)   | Shinya Kote        | Pete Zarustica     |
| Trudge (Tetsu Ushio)       | Kouji Ochiai       | Dan Green          |
| Rally Dawson               | Mika Itou          | Caroline Lawson    |
| Blitz (Nerve)              | Kensuke Fujita     | Jamie McGonnigal   |
| Nervin (Blitz)             | Takahiro Hirano    | Tom Wayland        |
| Tank (Taka)                | Tomohiro Oumura    | Dave Wills         |
| Mina (Mikage Sagiri)       | Aiko Aihashi       | Evelyn Lanto       |
| Lazar (Jeager)             | Tetsuya Yanagihara | Marc Thompson      |
| Zigzix (Akutsu)            | Kouichiro Yuzawa   | Sean Schemmel      |
| Yanagi Tenzen              | Bummei Tobayama    | Marc Thompson      |
| Bolt Tanner (Jin Himuro)   | Taiten Kusunoki    | Wayne Grayson      |
| Hunter Pace (Mukuro Enjo)  | Naoki Yanagi       | Marc Thompson      |
| Sayer (Divine)             | Matsukaze Masaya   | Marc Thompson      |
| Greiger (Bommer)           | Keiji Hirai        | Sean Schemmel      |
| Carly Nagisa               | Li Mei Chan        | Veronica Taylor    |